# Poïkilohydrie
La poïkilohydrie est le manque de capacité (mécanisme structurel ou fonctionnel) à maintenir ou à réguler la teneur en eau pour atteindre l'homéostasie des cellules et des tissus liés à un équilibrage rapide de la teneur en eau des cellules et tissus avec celle de l'environnement. Souvent, elle est associée à la capacité à tolérer la déshydratation à une faible teneur en eau des cellules ou des tissus et de s'en remettre sans dommage physiologique. Cette condition se produit chez des organismes tels que les lichens et les bryophytes qui manquent de mécanismes tels qu'une cuticule imperméabilisante ou des stomates qui peuvent aider à résister à la dessiccation. La poïkilohydrie se produit également chez de nombreuses formes d'algues, qui peuvent être capables de survivre à la dessiccation entre des marées hautes successives, ou lors d'échouages occasionnels dus à l'assèchement d'un lac ou d'un étang. De même, la poïkilohydrie survient chez les plantes terrestres qui survivent aux conditions environnementales lorsque les approvisionnements en eau sont saisonniers ou intermittents, comme dans le genre hépatique Targionia, qui vit dans des habitats méditerranéens avec des étés chauds et secs.
Le terme est dérivé du grec ancien ποικίλος (poikílos, « tacheté ou panaché »). L'antonyme de poïkilohydrie est « homéohydrie », terme qui désigne une suite d'adaptations morphologiques et de stratégies qui permettent aux plantes de réguler ou d'atteindre l'homéostasie de la teneur en eau des cellules et des tissus. Les plantes vasculaires ont en grande partie perdu la capacité à tolérer la déshydratation. Hormis la plupart des graines et des spores, seulement environ 300 espèces de plantes vasculaires sont tolérantes à la dessiccation, y compris les plantes de résurrection (comme Selaginella lepidophylla) et les aérophytes (y compris certaines espèces de Tillandsia).